# Władysław Cichoński
Władysław Cichoński (Ciechoński) herbu Sas (zm. 1863) – ziemianin, major wojsk rosyjskich, pisarz, poeta, powstaniec z 1863.

## Życiorys
Pochodził z Wołynia. Urodził się w polskiej rodzinie szlacheckiej Cichońskich (Ciechońskich) herbu Sas, był synem Jakuba (1792-1850) i N. z Dederków, właścicieli majątków ziemskich Sułżyn i Brykula w powiecie zasławskim. Władysław był majorem kawalerii armii carskiej, po śmierci ojca złożył dymisję i zajął się zarządzaniem majątkiem rodowym.
Po wybuchu powstania styczniowego zorganizował niewielki oddział kawalerii, z którym 12 maja 1863 przyłączył się do legii wołyńskiej gen. Edmunda Różyckiego. Następnie przejął dowództwo nad oddziałem powstańczym powiatu zasławskiego Józefa Machczyńskiego (250 piechoty i 150 jazdy). W okolicach Mińkowców do powstańców Cichońskiego dołączył Chranicki ze stu osobowym oddziałem. Między dowódcami doszło do sporu o miejsce obozowania, Chranicki radził opuszczenie zalesionego młodym i gęstym lasem wzgórza i zajęcie dogodniejszej pozycji, z której można było kontrolować główne drogi. Spór przerodził się w otwarty konflikt o dowodzenie, miało to demoralizujący wpływ na i tak niezbyt karnych powstańców.
22 maja obóz powstańczy został zaatakowany przez kolumnę wojsk rosyjskich (5 sotni kozackich, 300 strzelców finlandzkich) i uzbrojonych chłopów. Po kilkugodzinnej heroicznej walce, pozbawiony spójnego dowodzenia oddział został rozbity i rozproszony. Kawaleria pod Klukowskim i Chranicki z częścią oddziału zdołali wyrwać się z okrążenia. Zaś Władysław Cichoński poległ w walce z Rosjanami.